# トビアス・シュトローブル
トビアス・シュトローブル（Tobias Strobl 、1990年5月12日 - ）は、西ドイツ・バイエルン州ミュンヘン出身の元サッカー選手。現役時代のポジションは、ミッドフィールダー。

## 経歴
2001年、TSV1860ミュンヘンの下部組織に入団。2008年にプロ契約を交わすが、トップチームでの出場はかなわなかった。
2011年、TSG1899ホッフェンハイムに入団。2012年1月のヴェルダー・ブレーメン戦でブンデスリーガデビュー。その後1.FCケルンへのレンタルをはさみ2015-16シーズンまで所属した。
2016年6月、ボルシア・メンヒェングラートバッハに移籍。
2020年6月30日、FCアウクスブルクと契約し、2020-21シーズンより加入することが決定。
2023年5月19日、現役引退を表明した。